# 约翰·怀特 (赛艇运动员)
约翰·怀特（英語：John White，1916年5月16日—1997年3月16日），美国前男子赛艇运动员。他曾代表美国参加1936年夏季奥林匹克运动会赛艇比赛，获得男子八人单桨有舵手金牌。